# Whatever Gets You thru the Night
Whatever Gets You thru the Night (englisch Was auch immer Dich durch die Nacht bringt) ist ein Lied von John Lennon aus dem Jahr 1974, das von ihm geschrieben und produziert wurde. Es erschien am 23. September 1974 als Singleauskopplung des Albums Walls and Bridges. Whatever Gets You thru the Night war Lennons einziger Nummer-eins-Hit in den USA zu seinen Lebzeiten.

## Hintergrund

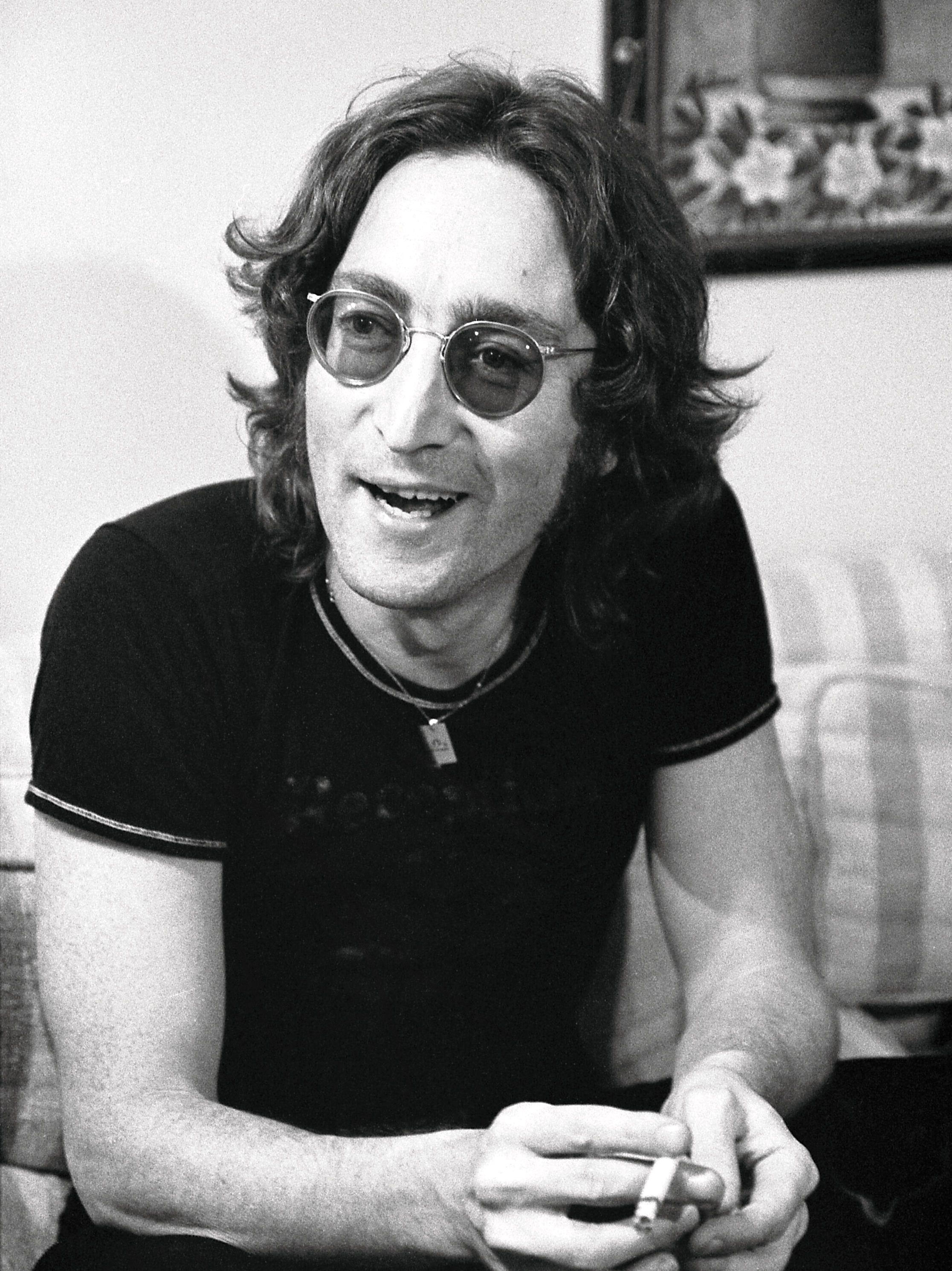
John Lennon, 1974

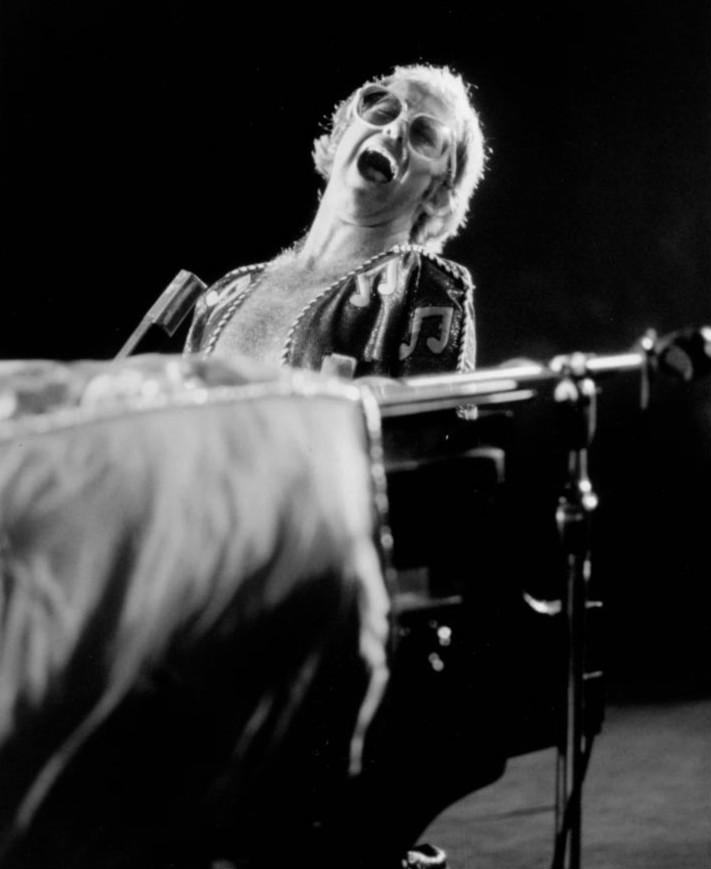
Elton John, 1974

Der Titel Whatever Gets You thru the Night stammt von einer Late-Night-Fernsehsendung über Alkoholismus, wie May Pang, die damalige Lebensgefährtin von John Lennon, 2005 dem Radio Times Magazine erklärte: „Nachts liebte er es, auf (Fernseh-)Kanälen zu surfen, und er schnappte sich Phrasen aus allen Sendungen. Einmal beobachtete er Reverend Ike, einen berühmten schwarzen Evangelisten, der sagte: ‚Lasst mich euch sagen, dass es keine Rolle spielt, es ist das, was euch durch die Nacht bringt.‘ John liebte es und sagte: ‚Ich muss es aufschreiben, sonst vergesse ich es.‘ Er hatte immer einen Block und einen Stift neben dem Bett. Das war der Beginn von 'Whatever Gets You Thru The Night'.“
Inspiriert wurde die Musik von der damaligen Nummer-1-Single Rock Your Baby von George McCrae.
Lennon nahm im Frühsommer 1974 eine Reihe von Gitarren-Demos auf, eine Bearbeitung dieser Demos ist auf dem John Lennon Anthology Boxset zu hören.
Elton John besuchte das Studio, während Lennon Walls and Bridges aufnahm, und steuerte Harmoniegesang und Klavier zu Whatever Gets You thru the Night und Surprise, Surprise (Sweet Bird Of Paradox) bei. John Lennon sagte 1974 über das Zusammentreffen mit Elton John: „Eines Abends tüftelte ich herum und Elton John kam mit Tony King von Apple herein – weißt du, wir sind alle gute Freunde – und in der nächsten Minute sagte Elton: ‚Sag mal, kann ich ein bisschen Klavier drauflegen?‘ Ich sagte: ‚Klar, ich liebe es!‘ Er zappte hinein. Ich war erstaunt über seine Fähigkeiten: Ich kannte ihn, aber ich hatte ihn noch nie spielen sehen. Ein guter Musiker, ein großartiger Klavierspieler. Ich war wirklich angenehm überrascht, wie er auf einen so lockeren Track einsteigen und ihn ergänzen und mit den Rhythmuswechseln Schritt halten konnte – offensichtlich, weil er nicht den gleichen Rhythmus beibehält… Und dann sang er mit mir. Wir hatten eine tolle Zeit.“
Obwohl Lennon Whatever Gets You thru the Night nicht sehr schätzte, erklärte Elton John, dass das Lied ein kommerzieller Erfolg werden würde. Lennon war 1974 das einzige ehemalige Mitglied der Beatles, das noch keine Nummer-eins-Solosingle in den USA hatte. Er stimmte Elton Johns Wette zu, dass Lennon, wenn der Song es auf Platz eins schaffen würde, mit Elton John auf die Bühne gehen würde, und mit ihm bei einem Thanksgiving-Konzert im selben Jahr zu singen. Nachdem Elton John die Wette gewonnen hatte, löste John Lennon seine Wettschulden ein, indem er bei dem Elton-John-Konzert am 28. November 1974 im Madison Square Garden auftrat und die folgenden drei Lieder sang: Lucy in the Sky with Diamonds, Whatever Gets You thru the Night und I Saw Her Standing There. Es sollte John Lennons letzter Konzertauftritt sein.

## Aufnahme
Die Aufnahmesessions für Whatever Gets You thru the Night fanden im Juli/August 1974 in dem Studio Record Plant-East, in New York, USA statt, wobei John Lennon als Produzent fungierte. Shelly Yakus, Jim Lovine und Roy Cicala waren die Toningenieure der Aufnahme.
Besetzung:
- John Lennon: Gesang, E-Gitarre
- Elton John: Gesang, Klavier, Orgel
- Jesse Ed Davis: E-Gitarre
- Eddie Mottau: Akustische Gitarre
- Kenneth Ascher: Clavinet
- Klaus Voormann: E-Bass
- Arthur Jenkins: Perkussion
- Jim Keltner: Schlagzeug
- Bobby Keys: Saxophon

Elton Johns Manager John Reid beschwerte sich später, dass sein Künstler im finalen Mix des Lieds weniger prominent zu hören war als Lennon. Der Toningenieur Roy Cicala sagte: „Ich sagte: 'Nun, wer ist hier der Hauptkünstler?' Er sagte: 'John', und ich sagte: 'Richtig. Ich weiß, dass Elton auch der Künstler ist, aber wenn wir das Klavier aufstellen, ist das alles, was du im Radio hören wirst.' Er war nicht glücklich, aber der Rest ist Geschichte. Die Platte war ein Hit und man konnte Elton sehr gut im Radio hören.“

## Veröffentlichung

### Singleveröffentlichungen
- Die Single Whatever Gets You thru the Night / Beef Jerky erschien am 23. September 1974 in den USA sowie am 4. Oktober 1974 in Großbritannien und Deutschland- [2]
- Die Promotionsingle wurde in den USA wie folgt veröffentlicht: auf der A-Seite befindet sich die gekürzte Monoversion und auf der B-Seite die Stereoversion der A-Seite der Kaufsingle.[3]
- Die in Großbritannien vertriebene Promotionsingle von Whatever Gets You thru the Night beinhaltete als B-Seite ein Interview mit dem Titel: Interview With John Lennon by Bob Mercer and a Message to the Salesmen.[4]
- Am 13. März 1981 erschien Großbritannien die Live-Single I Saw Her Standing There / Whatever Gets You Thru the Night / Lucy in the Sky with Diamonds unter der Interpretenbezeichnung Elton John Band Featuring John Lennon and The Muscle Shoals Horns.[5] In Deutschland wurde eine 12″-Vinyl-Maxisingle veröffentlicht.[6]

### Albumveröffentlichungen
- Am 26. September 1974 erschien das Album Walls and Bridges auf dem sich Whatever Gets You thru the Night befindet.
- Whatever Gets You thru the Night befindet sich auf folgenden John Lennon-Kompilationsalben: Shaved Fish (gekürzte Version), The John Lennon Collection, Lennon, Lennon Legend: The Very Best of John Lennon, Instant Karma: All-Time Greatest Hits, Working Class Hero: The Definitive Lennon, Gimme Some Truth, John Lennon Collector’s Edition, Power to the People: The Hits, Signature Box.
- Auf der John Lennon Anthology erschien am 2. November 1998 ein Homedemo und ein Outtake von Whatever Gets You thru the Night ohne den Gesangspart von Elton John.
- Am 22. November 2005 wurde das Album Walls and Bridges in einer remasterten und in einer teilweise neu abgemischten Version wiederveröffentlicht. Die Neuabmischung erfolgte im Jahr 2005 in den Abbey Road Studios unter der Aufsicht von Yoko Ono. Der Remix-Ingenieur war Peter Cobbin. Auf dieser Version war neben der Studioversion von Whatever Gets You thru the Night auch die Liveversion mit Elton John enthalten.
- Am 9. Oktober 2020 erschien das Kompilationsalbum GIMME SOME TRUTH., das neuabgemischte Lieder beinhaltet, so auch Whatever Gets You thru the Night.

## Musikvideo
- John Lennon drehte ein Musikvideo für Whatever Gets You thru the Night. In dem Video wird gezeigt, wie Lennon durch New York geht und an verschiedenen Plätzen mit Menschen interagiert oder sich selbst darstellt.[7]
- 1991 ließ Yoko Ono ein alternatives Video zu dem Song herstellen. Das Video zeigt Animationen von Lennons Zeichnungen, die aus dem Kurzfilm The John Lennon Sketchbook von 1986 stammen, Regisseur war Gerard Meola.[8]

## Chartplatzierungen
Whatever Gets You thru the Night war das erste ausgekoppelte Lied aus dem Album Walls and Bridges. Die Single erreichte in Großbritannien Platz 36, in den Vereinigten Staaten Platz eins und in Deutschland Platz 42 in den jeweiligen Charts.
| ChartsChartplatzierungen       | Höchstplatzierung | Wochen |
| ------------------------------ | ----------------- | ------ |
| Deutschland (GfK)              | 42 (2 Wo.)        | 2      |
| Vereinigte Staaten (Billboard) | 1 (15 Wo.)        | 15     |
| Vereinigtes Königreich (OCC)   | 36 (4 Wo.)        | 4      |

## Coverversionen
Es gibt 23 Coverversionen von Whatever Gets You thru the Night.